# バウ・ワウ
バウ・ワウ（Bow Wow 本名：Shad Gregory Moss、1987年3月9日 - ）は、アメリカ合衆国オハイオ州コロンバス出身のヒップホップMC、俳優である。
かつてはLil' Bow Wowと名乗っていた。俳優としては本名のシャド・モスを名乗ることもある。主に若い世代を中心にカリスマ的人気を誇るエンターテイナーで、若き頃からラッパーとして一時代を築いた。現在は俳優業もこなす傍ら、チャリティー活動にも精を出している。

## 人物

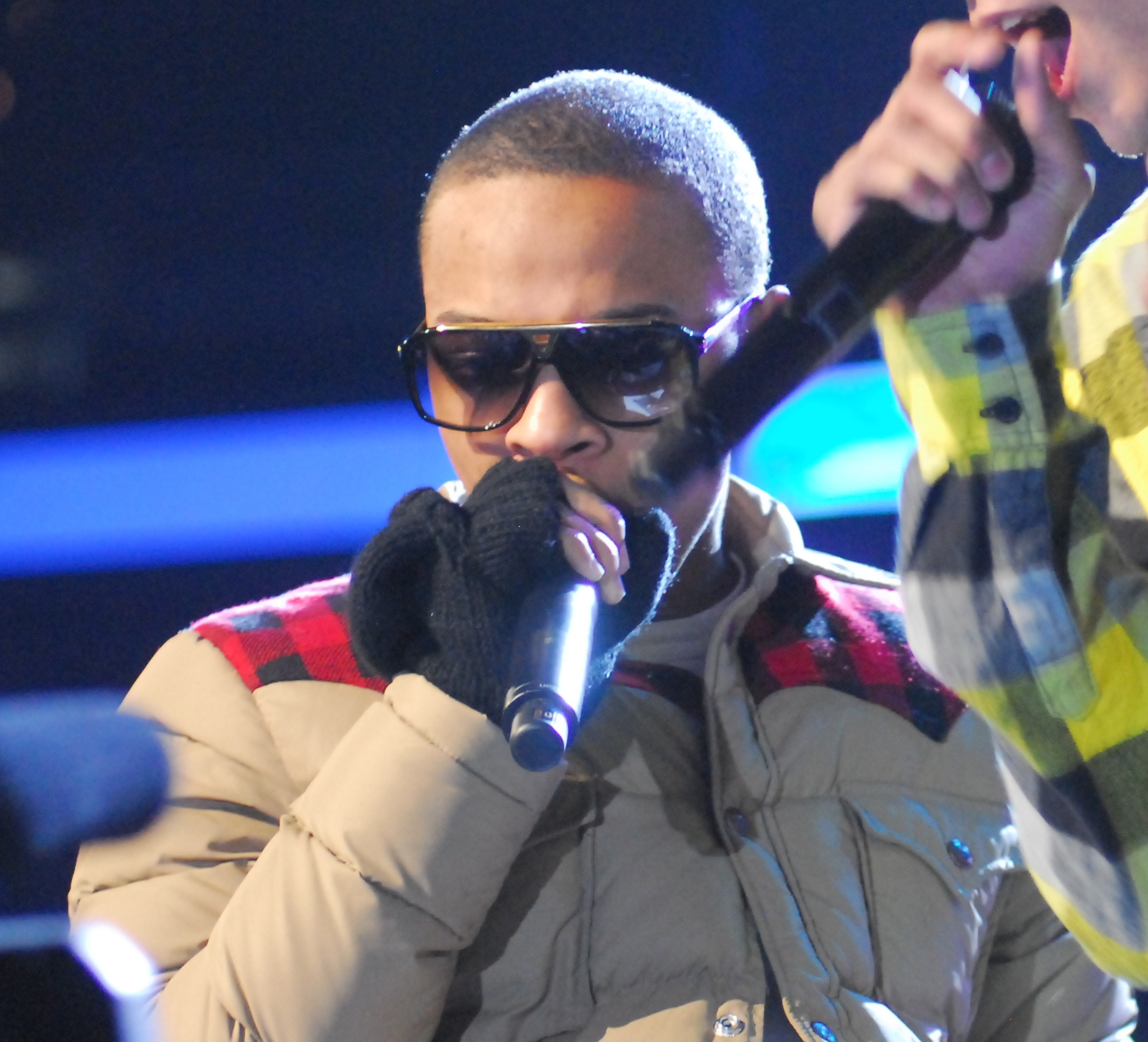
Bow Wow（2009年）

- マイケル・ジャクソン以来の大ヒットを繰り出した最年少ソロラッパーとしてギネスブックに登録されている。また、デビュー当時のインタビューで好きな歌手は「マイケル・ジャクソン」と答えていた。
- 6歳の時にスヌープ・ドッグのアルバム『Doggy Style』のスキットに参加、これがキャリアの始まりである。また、このスヌープ・ドッグに「Lil' Bow Wow」と名付けられた。お子ちゃまという意味で「Lil」とつけられたのだが、それに対して本人は子供扱いされるのを嫌い、反抗心があったという。のちに「Lil」をとっぱらい「Bow Wow」として初めて出したアルバム「Unleashed」では解放を意味するタイトルでほのめかした様に、ソーソーデフのJDから離れ、自らエグゼクティブ・プロデューサーをかって出た。だがその次の「Wanted」ではJDとまたコラボレーションをした。「Lil Bow Wow」の頃の実績からもう一度大きいヒットを出そうと考えたらしい。（実際、当時交際していたシアラとの「Like You」は全米ラップシングルチャート1位、2位にはオマリオンとフィーチャリングした「Let Me Hold You」という大ヒットになった。）
- 自身のレーベル(L.B.W.)を持っている。
- Bow Wow & OmarionでJay-Z & R.Kellyの様になりたいと豪語。Omarionが某インタビューで、Bow Wowは女の子好きで、パーティー好きで、人の話を聞かないらしい。だが、何か決断するときにはとてもクレバーだと語った。
- 2008年（Bow Wow当時21歳）あるインタビューで今後の活動について「俳優」としても活動を増やしていきたいと考えているらしく、次の「ウィル・スミス」になりたいと語った。
- New Jack City PT2で今後ラッパー引退を宣言している。ツアー終了後は俳優業、アパレルブランドの展開に力を入れようとしているようだ。

## ディスコグラフィー
- Beware of Dog（2000）
- Doggy Bag （2001）
- Unleashed （2003）
- Wanted（2005）
- The Price of Fame （2006）
- New Jack City PT.2  (2009)

## 主な出演作品

### 映画
- グッドボーイズ All About the Benjamins (2002) ケリー
- ロスト・キッズ Like Mike (2002) カルビン
- ジョンソン一家のババババケーション Johnson Family Vacation (2004) D.J.ジョンソン
- ロール・バウンス Roll Bounce (2005) X
- ワイルド・スピードX3 TOKYO DRIFT The Fast and The Furious: Tokyo Drift (2006) トゥインキー
- アーミー・ロード Recalled (2012) レイエス
- ワイルド・スピード SKY MISSION Furious 7 (2015) トゥインキー
- ワイルド・スピード/ジェットブレイク F9 (2021) トゥインキー

### テレビシリーズ
- ヤング・スーパーマン Smallville (2006) Baern / Lamar Johnson
- アグリー・ベティ Ugly Betty (2008) 本人役
- アントラージュ★オレたちのハリウッド Entourage (2008-2009) チャーリー
- CSI:サイバー CSI: Cyber (2015-) ブロディ・ネルソン